# Linea M6 (metropolitana di Bucarest)
La linea M6 una linea della metropolitana di Bucarest in costruzione che collegherà Gara de Nord fino all'aeroporto Henri-Coandă. Secondo il progetto attuale, la linea avrà 17,8 km, 16 stazioni tra cui 4 condivise con la M4 e un deposito.
Le nuove stazioni saranno: Pajura, Exposiției, Piața Montreal, Gara Băneasa, Aeroport Băneasa, Tokyo, Washington, Bruxelles, Paris, Otopeni, Ion IC Brătianu e Aeroportul Otopeni.
La nuova linea sarà attraversata da 21 treni da sei vagoni ciascuno e avrà una capacità di trasporto di 50.000 passeggeri all'ora in una direzione.

## Storia
La nuova linea M6 è stata finanziata con fondi dell'Unione Europea solo parzialmente dalla stazione 1 Mai alla stazione Tokyo, mentre l'estensione fino all'aeroporto Otopeni non è ancora stata finanziata.
L'8 marzo 2022 è stata approvata la realizzazione del primo lotto da 1 Mai alla stazione Tokyo per un totale di 6,6 km con un costo di circa 242 milioni di euro.
Il 2 maggio 2023 è stato firmato il contatto per la progettazione del secondo lotto Tokyo - Aeroport Otopeni. Mentre nell'agosto 2024 è stata autorizzata la costruzione.
Nel 2024 è iniziata la costruzione del primo segmento 1 Mai - Tokyo.